# 丹尼斯·基普魯托·基梅托
丹尼斯·基普魯托·基梅托（Dennis Kipruto Kimetto，1984年1月22日—）是肯亞的一個長跑選手，通常參與公路跑步競賽。他是25公里公路賽跑的世界紀錄保持者。

## 外部連結
- 丹尼斯·基普魯托·基梅托在的頁面
- World Marathon Majors profile
- （页面存档备份，存于）